# هيكتور كروز
هيكتور كروز (بالإسبانية: Héctor Cruz Cheng)‏ (18 يناير 1991 ليما بيرو - ) هو لاعب كرة قدم بيروفي يلعب كمهاجم.

## روابط خارجية
- هيكتور كروز على موقع قاعدة بيانات كرة القدم.إي يو (الإنجليزية)